# Городское поселение город Удачный
Городско́е поселе́ние город Удачный — муниципальное образование в Мирнинском районе Якутии Российской Федерации.
Административный центр — город Удачный.

## История
Статус и границы городского поселения установлены Законом Республики Саха (Якутия) от 30 ноября 2004 года N 173-З N 353-III «Об установлении границ и о наделении статусом городского и сельского поселений муниципальных образований Республики Саха (Якутия)».

## Население
| 2011    | 2012    | 2013    | 2014    | 2015    | 2016    | 2017    |
| ------- | ------- | ------- | ------- | ------- | ------- | ------- |
| 12 569  | ↘11 850 | ↘11 674 | ↘11 636 | ↘11 564 | ↗11 695 | ↗11 835 |
| 2018    | 2019    | 2020    | 2021    | 2023    |         |         |
| ↘11 676 | ↗11 960 | ↗11 970 | ↗12 930 | ↗13 349 |         |         |

## Состав городского поселения
| № | Населённый пункт | Тип населённого пункта        | Население |
| - | ---------------- | ----------------------------- | --------- |
| 1 | Полярный         | село                          | →0        |
| 2 | Удачный          | город, административный центр | ↗13 349   |